# Arbeitsgemeinschaft höherer Dienst
Die Arbeitsgemeinschaft höherer Dienst (AhD; Langform: Arbeitsgemeinschaft der Verbände des höheren Dienstes) mit Sitz in Bonn ist ein Zusammenschluss von sieben Verbänden, der die Berufsinteressen der Beamten des höheren Dienstes des Bundes und der Länder insbesondere gegenüber politischen Institutionen, den Medien und der Öffentlichkeit vertritt. Der Dachverband vertritt rund 126.000 Mitgliedern. Die Arbeitsgemeinschaft ist beim Deutschen Bundestag offiziell als Interessenvertretung registriert und in der Lobbyliste aufgenommen.

## Ziele
Ziel der Arbeitsgemeinschaft ist die Förderung und Wahrung der gemeinsamen berufsständischen Interessen ihrer Mitglieder und die Vertretung der berufspolitischen und -rechtlichen Anliegen der Angehörigen der Laufbahngruppe des höheren Dienstes gegenüber Staat und Gesellschaft, vor allem gegenüber den Mitgliedern des Deutschen Bundestages und der Landesparlamente in Deutschland sowie den zuständigen Bundes- und Landesministerien. Dies sind insbesondere das Bundesministerium des Innern, für Bau und Heimat sowie die Innenministerien der Länder. Der Dachverband sieht sich als eine spezielle Vertretung für die besonderen Interessen des höheren Dienstes neben den großen anderen Berufsverbänden und Gewerkschaften des öffentlichen Dienstes, die größtenteils im DBB Beamtenbund und Tarifunion organisiert sind und ihre Interessen laufbahngruppenübergreifend vertreten.
Die Arbeitsgemeinschaft setzt sich nach eigenen Angaben für den Fortbestand des Berufsbeamtentums, für eine dynamische Gestaltung und Fortentwicklung des öffentlichen Dienstrechts, für eine Stärkung des Kriteriums der fachlichen Leistung bei der Ausgestaltung des Dienstrechts und der Besoldung und für die Einhaltung des Abstandsgebots zwischen den Besoldungsgruppen ein. Im Zuge der Föderalismusreform 2006 forderte sie die Beibehaltung eines einheitlichen Beamtenrechtes in Bund und Ländern, konnte sich damit aber nicht durchsetzen.

## Tätigkeit
Die Interessen und Belange des höheren Dienstes diskutiert und formuliert die Arbeitsgemeinschaft in Vertreterversammlungen und transportiert diese durch ihre Öffentlichkeitsarbeit sowie durch Kontakte zu Journalisten. Sie nimmt Stellung zu Gesetzentwürfen und veröffentlicht diese. Die Arbeitsgemeinschaft zählt zu den Zentral- und Gesamtverbänden sowie zu Fachkreisen im Sinne des § 47 Abs. 3 GGO, die rechtzeitig an Referentenentwürfen beteiligt werden.
Die Arbeitsgemeinschaft betreibt klassische Lobby-Arbeit. Mit in Auftrag gegebenen Gutachten und Vorträgen versucht sie Einfluss zu nehmen und lädt zu Kamingesprächen mit Behördenvertretern und Abgeordneten ein.
Die Arbeitsgemeinschaft ist Herausgeber der Schriftenreihe „Recht – Wissenschaft – Praxis der öffentlichen Verwaltung“ unter der Schriftleitung von Yvonne Dorf und Michael Kawik von der Hochschule des Bundes für öffentliche Verwaltung. Im September 2022 erschien der dreizehnte Band. Ab 1981 erschien die Schriftenreihe „Verantwortung und Leistung“. Diese wurde nach dem Erscheinen des Hefts 39 im November 2007 nicht mehr fortgesetzt.
Jährlich im Sommer veranstaltet die Arbeitsgemeinschaft ein Forum zu einem beamtenpolitischen Thema von grundsätzlicher Bedeutung oder einem aktuellen Einzelthema, das den öffentlichen Dienst betrifft. Zusammenfassungen der Foren seit 2009 sind im Internet veröffentlicht. Das Forum 2020 ist aufgrund der COVID-19-Pandemie in Deutschland abgesagt worden.
Anlassbezogen gibt die Arbeitsgemeinschaft auch im Internet abrufbare Pressemitteilungen heraus und versendet vierteljährlich einen öffentlich abrufbaren Newsletter.

## Mitgliedsverbände

### Aktuell
Folgende sieben Verbände, in der Reihenfolge ihrer Mitgliederzahl, sind in der Arbeitsgemeinschaft organisiert:
- Deutscher Philologenverband (DPhV)
- Deutscher Hochschulverband (DHV)
- Bundesverband der Verwaltungsbeamter des höheren Dienstes in Deutschland (BVHD)
- Verein Deutscher Bibliothekarinnen und Bibliothekare (VDB)
- Bundesverband der Lebensmittelchemiker/-innen im öffentlichen Dienst (BLC)
- Vereinigung der technischen Mitglieder des Deutschen Patentamts – Prüfervereinigung –
- Verband Deutscher Meteorologen (VDM)

Der Deutsche Philologenverband und der Deutsche Hochschulverband sind mit rund 120.000 Angehörigen die beiden mitgliederstärksten Verbände in der Arbeitsgemeinschaft. Die fünf anderen Verbände vereinen rund 6000 Mitglieder.

### Historisch
Ehemalige Mitgliedsverbände des Dachverbandes waren:
- Bundesverband der beamteten Tierärzte (BbT)
- Führungskräfteverband Telekom und Post (VTP)
- Bundesverband Führungskräfte Deutscher Bahnen (BFBahnen; ehemals VHB)
- Bundesverband der Apotheker im öffentlichen Dienst (BApÖD)

Der Bundesverband der beamteten Tierärzte war seit 1998 Mitglied in der Arbeitsgemeinschaft. Durch die Privatisierung der ehemaligen Deutschen Bundespost und der Deutschen Bundesbahn gab es immer weniger Beamte bei den Postnachfolgeunternehmen und bei der Deutschen Bahn.

## Leitung
Vorsitzender der Arbeitsgemeinschaft ist der Oberstudiendirektor Stefan Düll vom Deutschen Philologenverband. Die stellvertretende Vorsitzende ist Yvonne Dorf, zugleich Geschäftsführerin des Deutschen Hochschulverbandes. Schatzmeister der Arbeitsgemeinschaft ist Wolfgang Bruckmann, Mitglied im Bundesverband der Verwaltungsbeamten des höheren Dienstes in Deutschland und Direktor der Bezirksverwaltung von Oberbayern. Geschäftsführer der Arbeitsgemeinschaft ist der Rechtsanwalt und ehemalige Ministerialdirigent Peter Christensen.

## Herausgeberschaft (Auswahl)
- Josef Franz Lindner: Die Neutralitätspflicht des Beamten (= Arbeitsgemeinschaft der Verbände des höheren Dienstes [Hrsg.]: Recht, Wissenschaft, Praxis der öffentlichen Verwaltung. Band 8). Bonn 2020, ISBN 978-3-9815958-7-1.